# De herovering van de Amerikaanse droom
De herovering van de Amerikaanse droom (Engels: The Audacity of Hope) is het tweede boek van de Amerikaanse senator en latere president Barack Obama. In de herfst van 2006 steeg het naar de eerste plaats van New York Times-bestsellerlijst en die van Amazon.com nadat het werd gesteund door Oprah Winfrey. In het boek zette Obama meerdere onderwerpen uiteen die later onderdeel zouden worden van zijn campagne voor het presidentschap in 2008. Voor een contract waardoor Obama drie boeken zal schrijven kreeg hij een voorschot van 1,9 miljoen dollar van de uitgever.
In 2008 ontving het luisterboek een Grammy Award voor beste luisterboek.

## Het boek
- The Audacity of Hope. Thoughts on reclaiming the American Dream, New York: Vintage Books/Crown 2006
- De herovering van de Amerikaanse droom, Amsterdam: Atlas 2007 (Nederlandse vertaling)

## Bestseller 60
| Boeken met noteringen in de Nederlandse Bestseller 60 | Jaar van verschijnen | Datum van binnenkomst | Hoogste positie | Aantal weken | Opmerkingen |
| ----------------------------------------------------- | -------------------- | --------------------- | --------------- | ------------ | ----------- |
| De herovering van de Amerikaanse droom                | 2007                 | 12-11-2008            | 52              | 3            |             |